# Sjöholm (säteri)
För andra betydelser, se Sjöholm

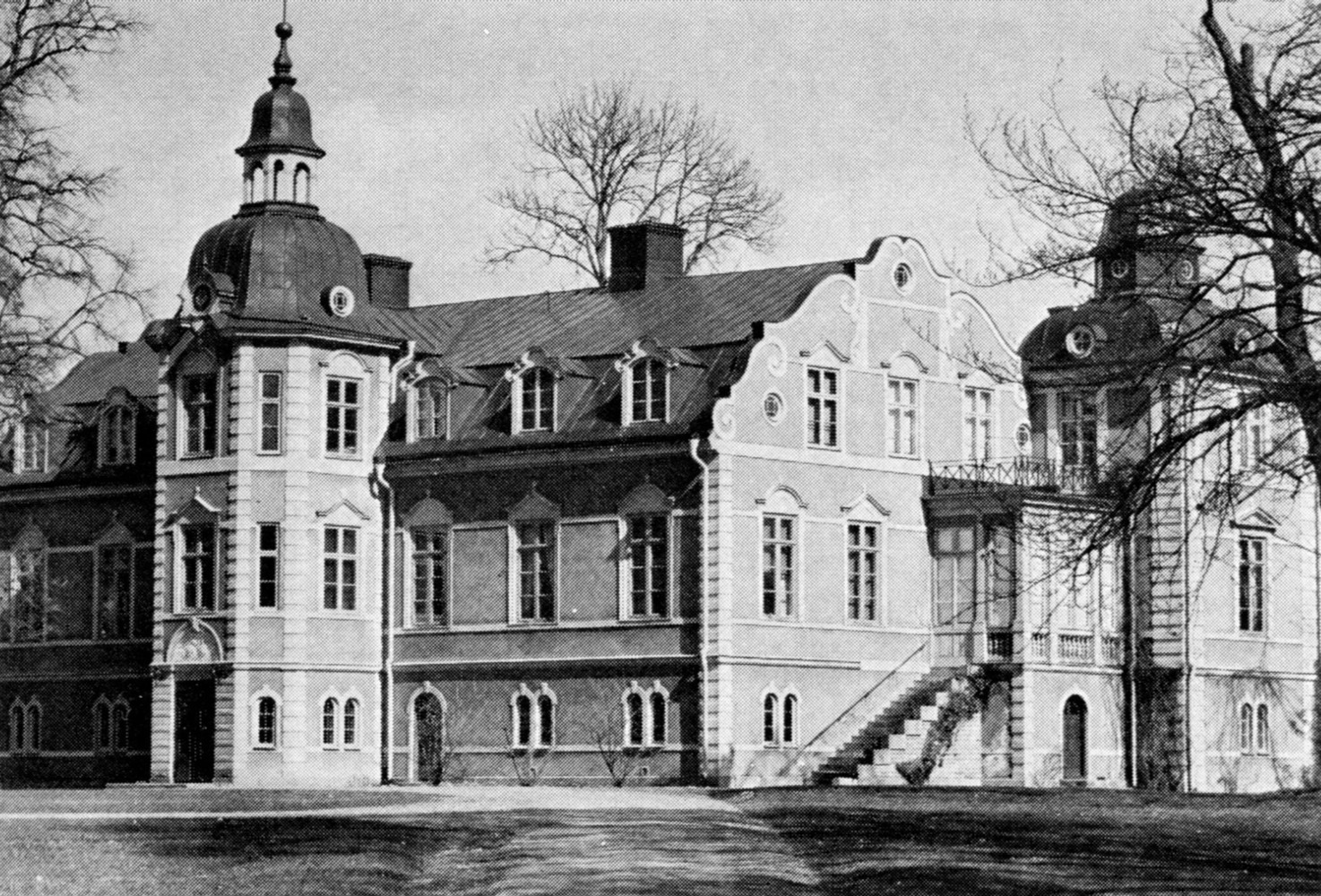
Sjöholms huvudbyggnad från 1860-talet.

Sjöholm (även Sjöholms säteri, Sjöholms herrgård eller Sjöholms slott), är en herrgård och ett tidigare säteri i Östra Vingåkers socken i Katrineholms kommun. Den slottsliknande huvudbyggnaden från 1860-talet revs i slutet av 1960-talet.

## Historik

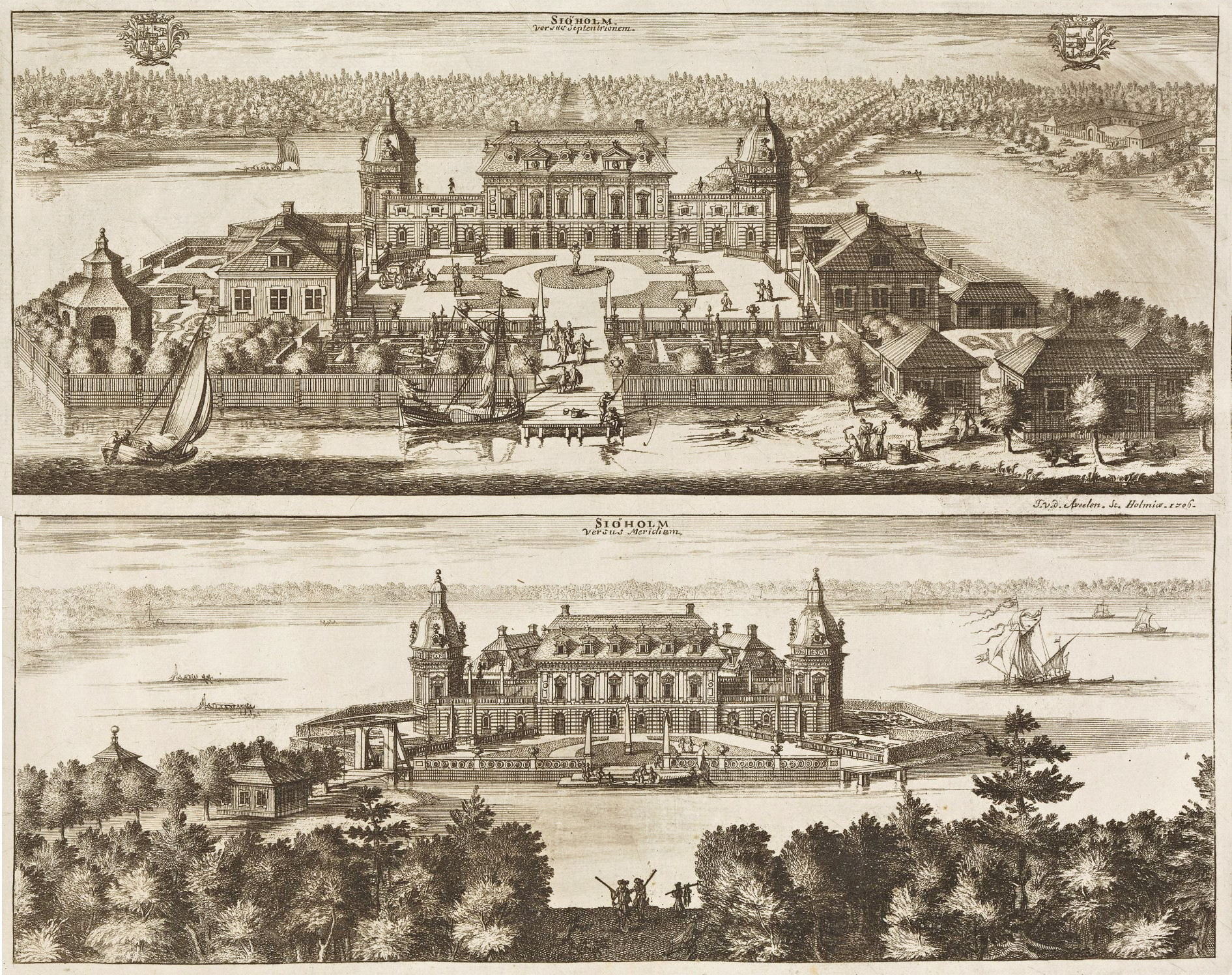
Sjöholm i Suecia-verket 1706.

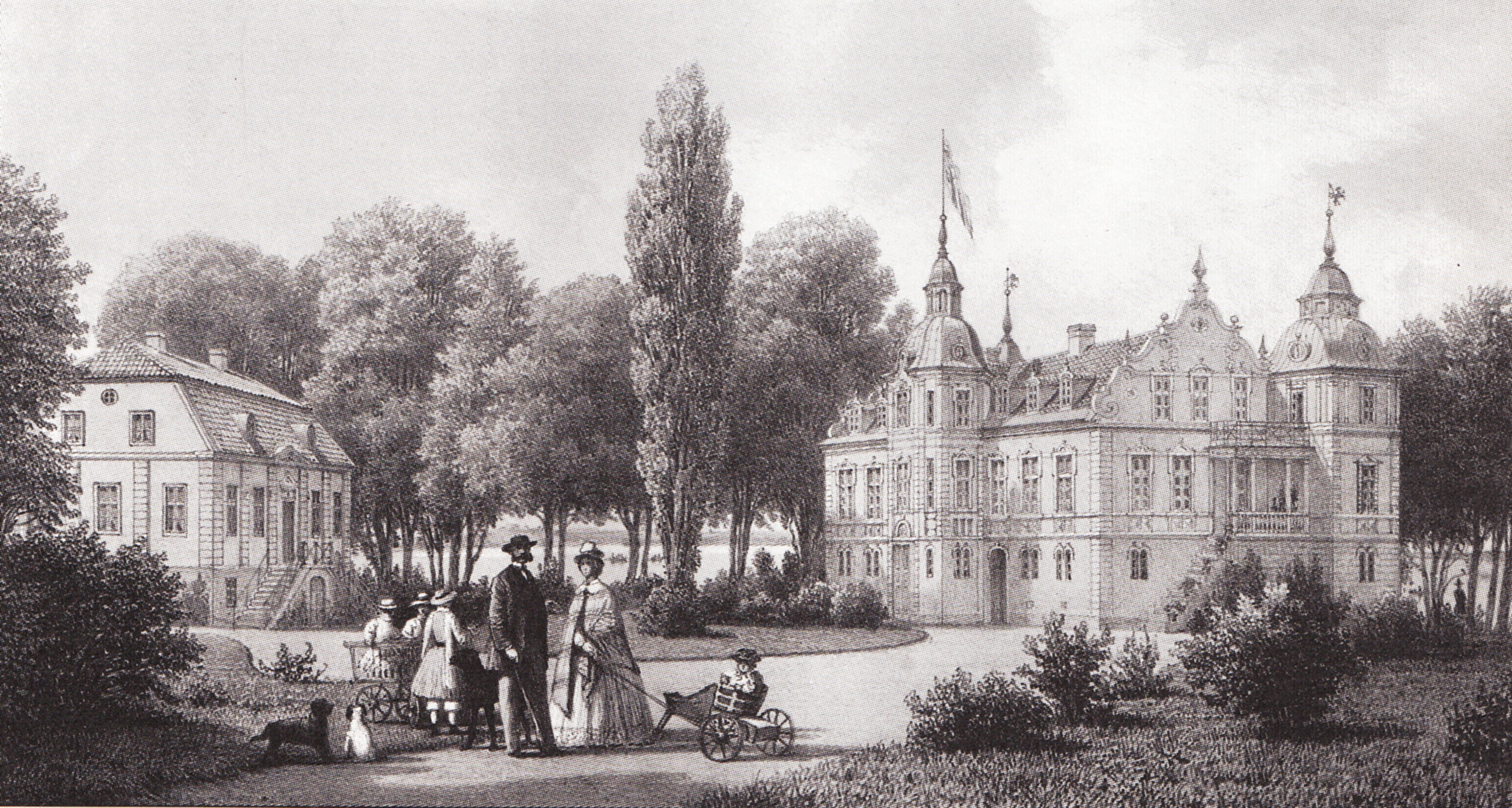
Sjöholm efter färdigställandet, 1869.

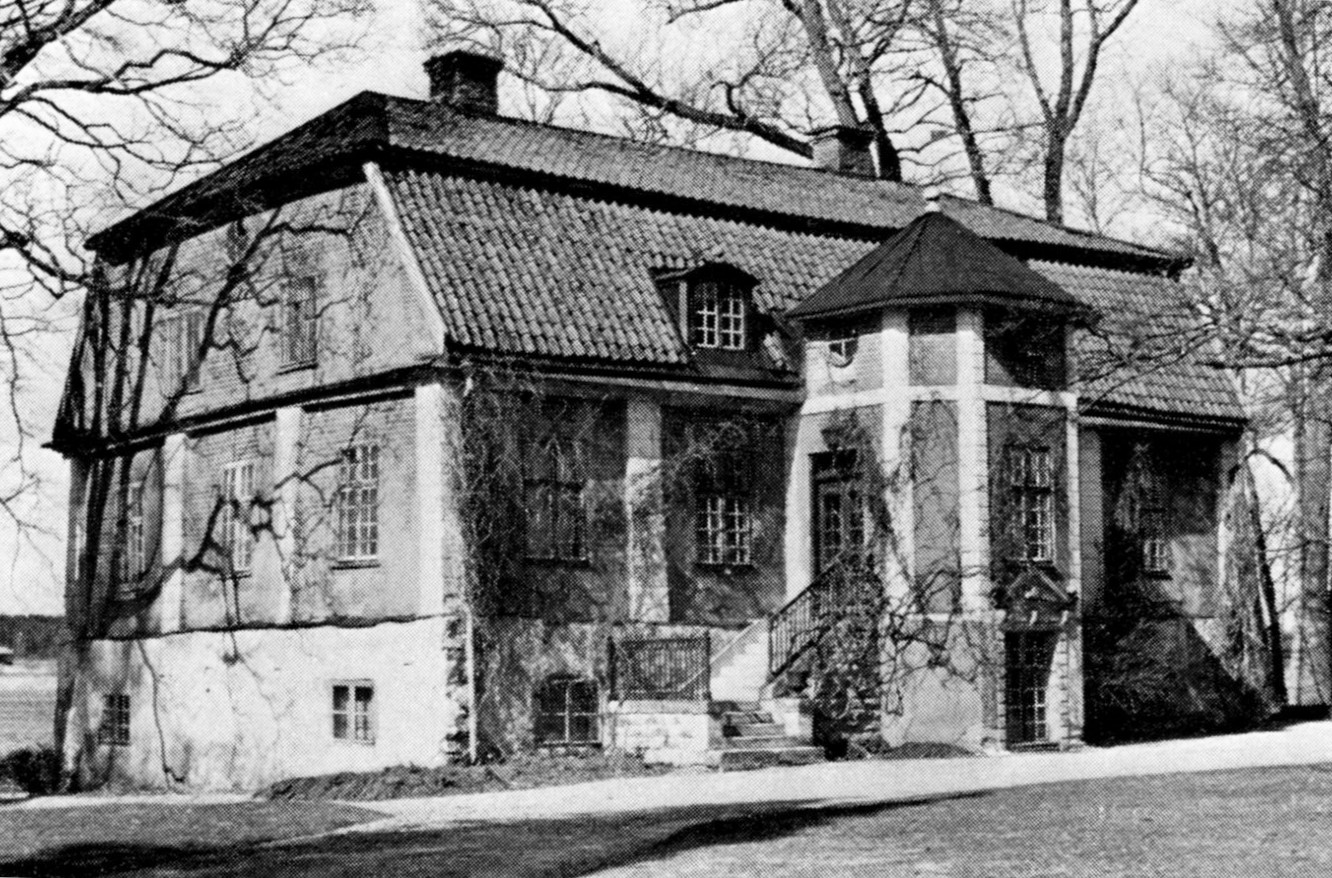
Sjöholms flygelbyggnad från 1600-talet.

Sjöholm är ett gammalt herresäte, naturskönt beläget på en numera landfast holme i sjön Näsnaren. Sueciabilden visar det italienskinspirerade träslottet efter vad som troligen måste vara en byggnadsritning. Enligt E. Agners karta från 1686 över "Siöholmen" i Lantmäteriverkets historiska kartarkiv fanns då bara det östra av de båda åttkantstornen. 
Arkitekten var troligen en av de tre kungliga arkitekterna: Jean de la Vallée, Nicodemus Tessin d.ä. eller kanske dennes son, Nicodemus Tessin d.y., och i så fall ett tidigt verk av honom, just efter hemkomsten från italienresan. De italienska tornen som anspelar på romerska tornkupoler är ovanliga och kan vara en extravagans, ett önskemål från byggherrens sida. Anläggningen beskrivs 1763 av Carl Gustaf Tessin som "mera zirlig än regelbunden arkitektur" och i övrigt som stor och förfallen. 1780 revs huvudbyggnaden, flyglarna fick stå kvar.
Godset ägdes i början av 1500-talet av riksrådet Johan Arendsson (Ulv). Det gick sedan i arv genom släkterna Bese, Gyllenhorn, Gyllenstierna, Hastfer, Fleming och Wrede till rikskanslern F. Sparre. Han sålde Sjöholm till grevinnan Ribbing (född Löwen), som sålde det till greve Johan Henning Gyllenborg. Hans änka 1831 avyttrade det till greve E. G. Oxenstierna. Genom köp övergick godset 1842 till greve Gustaf Wachtmeister på Christineholm och 1859 till överkammarherre Adam Lewenhaupt. 
Han lät uppföra en ny huvudbyggnad i holländsk renässansstil efter ritningar av Fredrik Wilhelm Scholander. Huset placerades på platsen för den gamla östra flygeln och stod färdig 1864. På Ferdinand Richardts teckning från 1869 syn den nyligen färdigställda huvudbyggnaden och den ursprungliga västra flygeln.Lewenhaupt byggde även upp vackra samlingar av porträtt, tavlor, konstföremål, fornsaker, böcker, mineralogiska och entomologiska föremål, autografer samt ett stort arkiv. Sjöholm ärvdes 1895 av sonen riksheraldikern greve Adam Lewenhaupt och hans syster Charlotte Lewenhaupt.

## Sjöholm bränns ner

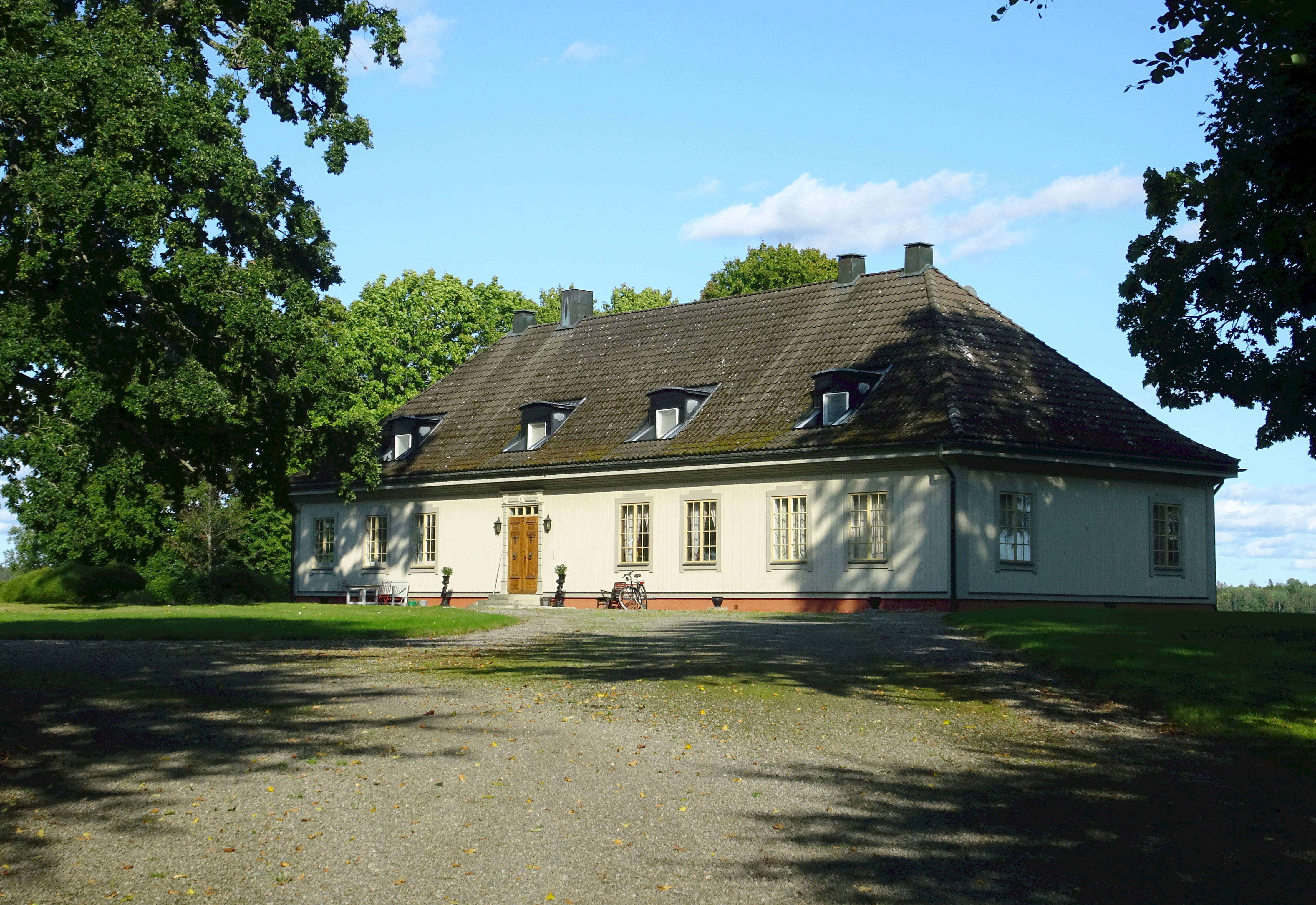
Sjöholms nya huvudbyggnad.

Enligt ägaren på 1960-talet, grevinnan Cecilia Lewenhaupt, var den gamla huvudbyggnaden "inget annat än en opraktisk skrytskrapa". Landsantikvarieämbetet menade att husets kulturvärde var lika med noll och länsstyrelsen hade inget emot att Sjöholm försvann ur slottsregistret. Katrineholms brandkår fick uppdraget att elda upp huset vilket skedde i slutet av 1968. På platsen uppfördes en modern byggnad i en anpassad villa-stil. Sjöholms gods ägs ännu (2018) inom släkten Lewenhaupt.